# Waite Hill
Waite Hill – wieś w Stanach Zjednoczonych, w stanie Ohio, w hrabstwie Lake.